# Ofri Nehemya
Ofri Nehemya (* 10. Januar 1994 in Giv’atajim) ist ein israelischer Jazzmusiker (Schlagzeug).

## Leben und Wirken
Ofri Nehemya wuchs in einer Musikerfamilie auf; sein Vater war Schlagzeuger und seine Mutter Sängerin. Mit drei Jahren begann er Schlagzeug zu spielen und machte sich schnell als Wunderkind bemerkbar. Ab seinem achten Lebensjahr unterrichtete ihn sein Vater vier Jahre lang, dann erhielt er drei Jahre lang Klavierunterricht, bevor er seine weiteren Ausbildung in der Jazz-Abteilung der Thelma Yellin High School of Performing Arts erhielt (die zuvor auch Pianist Shai Maestro absolvierte, mit dem er später zusammenarbeiten würde). Bereits in der High School spielte er mit einigen der führenden Jazzmusiker Israels wie Amos Hoffman, Omri Mor und dem Saxophonisten Eli Degibri, zu dessen Quartett er bereits mit 17 Jahren gehörte, zu hören auf den Alben Twelve und Cliff Hangin’.
Zwei Jahre später, während seines Studiums am Berklee College of Music – für das er ein Vollstipendium erhalten hatte – begann er mit dem Bassisten Avishai Cohen auf Tour zu gehen und spielte auf dessen Album Almah (2013). Auch stellte er sich mit einem eigenen Quartett vor (mit Yotam Silberstein, Julian Shore, Tal Mashiach; All Original 2014), mit dem er auch in Europa tourte und beim Red Sea Jazz Festival 2014 auftrat. Des Weiteren arbeitete er mit Omer Avital, zu hören auf dessen Alben Abutbul Music (2015) und Qantar (2017) und mit dem Gitarristen Shachar Elnatan. 2018 wirkte er bei Shai Maestros ECM-Album The Dream Thief (mit Jorge Roeder) mit. Im Bereich des Jazz war er zwischen 2012 und 2018 an sechs Aufnahmesessions beteiligt. 2019 gehört er auch dem Alexander Claffy Quintet (mit Jeremy Pelt, Immanuel Wilkins und Takeshi Ohbayashi) und dem Simona Premazzi Quintett an.